# Храше (Медводе)
Храше (словен. Hraše) — поселення в общині Медводе, Осреднєсловенський регіон, Словенія. 
Висота над рівнем моря: 348,1 м.